# Vinícius Tiné
Vinícius Tiné Martins é um enxadrista brasileiro, campeão do estado de Pernambuco, vice-campeão brasileiro na Categoria Sub 20 em 2008 e campeão na Categoria Sub 18 no ano de 2007. Tiné detém o título de Mestre FIDE com um rating oficial de 2.308 pontos (2008).
Em agosto de 2008, disputou o Campeonato do Mundo de Xadrez Júnior, em Gaziantepe na Turquia. Disputou também os Campeonatos Mundiais Universitários de Xadrez de 2012 em Portugal e de 2013 na Rússia. Em 21 de julho de 2021, constava na 81ª posição da classificação FIDE no Brasil.

## Títulos conquistados
- Aberto do Brasil - XI Memorial Bobby Fischer - Hotel Littoral - João Pessoa/PB[2]
- Campeonato Pernambucano Absoluto de Xadrez (2021)[3]
- Festival Recifense de Xadrez 2017 - Final Hotel Coutyard Marriot[4]
- Torneio Taça Marco Asfora[5]
- IV Campeonato Paraibano Absoluto 2012 - Aberto do Brasil[6]